# Перевезення
Переве́зення — переміщення вантажів, товарів або пасажирів. Розрізняють сухопутні (залізничні й автомобільні), водні (річкові й морські), повітряні перевезення, також транспортування рідини та газу виконуються трубопровідним транспортом. За територіальною ознакою розрізняють міжнародні і внутрішні (каботажні) перевезення. Детальніше поняття перевезення розкриває термін транспортування.
В Україні для здійснення пасажирських або вантажних перевезень на комерційній основі, виконавець має отримати ліцензію на послуги з автоперевезень.
Міжнародні перевезення або міжнародні сполучення — це перевезення  вантажів або пасажирів між кількома країнами, особливістю яких є обов´язковий перетин кордону як мінімум хоча б двох суміжних країн. Здійснюючи міжнародні транспортні операції, перевізники надають власникам вантажу транспортні послуги, що є специфічним товаром міжнародної торгівлі. Міжнародні транспортні послуги продаються і купуються на міжнародних транспортних ринках. Ціни транспортних послуг та інші умови їх надання в одних випадках є предметом переговорів між зацікавленими сторонами, в інших — установлюються самими перевізниками. Правила перевезень вантажів автомобільним транспортом регламентовані на державному рівні. Це означає, що споживачі послуги перевезення транспортом захищені законом - за умови, що у транспортній компанії, що займаються перевезеннями.

## Види міжнародних сполучень
За предметом транспортних операцій:
1. Вантажні
2. Пасажирські
3. Багажні

За видом транспорту:
1. Водні (морські, річкові)
2. Залізничні
3. Автомобільні
4. Повітряні
5. Трубопровідні
6. Змішані перевезення (беруть участь два або більше видів транспорту)

Залежно від транспортної характеристики товару:
- 3 сухим вантажем: навалювальні, руда, вугілля, зерно, цемент, мінеральні добрива, генеральні або штучні.
- 3 наливним вантажем: нафта і нафтопродукти, рослинні олії, жири, вино, рідкі хімічні вантажі тощо.

За періодичністю:
- Регулярне й нерегулярне перевезення: лінійне і трампове судноплавство, регулярне повітряне сполучення та чартерні рейси.

Залежно від порядку проходження кордону:
- Перевантажувальні і безперевантажувальні перевезення

За видом транспортно-технологічної системи:
- Контейнерні, поромні, ліхтерні, рол-керні

Залежно від завершення перевезення:
- Сусідські, транзитні, кільцеві

За видом сполучень:
- Прямі, непрямі: ламані з декількома перевізниками, із перевідправкою за одним або декількома договорами перевезення.

Залежно від складу учасників перевізного процесу:
- Здійснювані виробником товару , продавцем або покупцем, замовником товару, перевізником-посередником.

Залежно від місця проведення:
- Здійснювані всередині країни та/або на території інших країн